# Юніонвілл (Айова)
Юніонвілл (англ. Unionville) — місто (англ. city) в США, в окрузі Аппанус штату Айова. Населення — 75 осіб (2020).

## Географія
Юніонвілл розташований за координатами 40°49′5″ пн. ш. 92°41′45″ зх. д. / 40.81806° пн. ш. 92.69583° зх. д. (40.818184, -92.695776).  За даними Бюро перепису населення США в 2010 році місто мало площу 1,93 км², уся площа — суходіл.

## Демографія
Згідно з переписом 2010 року, у місті мешкали 102 особи в 49 домогосподарствах у складі 29 родин. Густота населення становила 53 особи/км².  Було 60 помешкань (31/км²).
Расовий склад населення:
| - 100,0 % — білих |

До двох чи більше рас належало 0,0 %. Частка іспаномовних становила 3,9 % від усіх жителів.
За віковим діапазоном населення розподілялося таким чином: 17,6 % — особи молодші 18 років, 65,7 % — особи у віці 18—64 років, 16,7 % — особи у віці 65 років та старші. Медіана віку мешканця становила 51,8 року. На 100 осіб жіночої статі у місті припадало 96,2 чоловіків;  на 100 жінок у віці від 18 років та старших — 82,6 чоловіків також старших 18 років.
Середній дохід на одне домашнє господарство  становив 42 774 долари США (медіана — 40 625), а середній дохід на одну сім'ю — 54 995 доларів (медіана — 50 357). За межею бідності перебувало 14,1 % осіб, у тому числі 33,3 % дітей у віці до 18 років та 0,0 % осіб у віці 65 років та старших.
Цивільне працевлаштоване населення становило 29 осіб. Основні галузі зайнятості: транспорт — 44,8 %, роздрібна торгівля — 24,1 %, виробництво — 13,8 %, будівництво — 10,3 %.